# Roland Berger (Unternehmen)

Logo bis 2015

Roland Berger ist eine internationale Unternehmensberatung mit Hauptsitz in München. Sie wurde 1967 gegründet und baute im Laufe der Zeit eine internationale Präsenz auf. Heute arbeiten rund 3.500 Mitarbeiter an über 50 Standorten für Roland Berger. Im Jahr 2023 belief sich der Umsatz auf über eine Milliarde Euro. Das Unternehmen befindet sich im alleinigen Besitz der Partner.
Die Strategieberatung bedient alle Branchen und Managementfunktionen, wobei ein besonderer Fokus auf der Optimierung von operativen und transformativen Prozessen, Restrukturierung und Reorganisation, Transaktionsberatung, Digitalisierung und Nachhaltigkeit liegt. Zu den Kunden zählen große Industrie- und Dienstleistungskonzerne sowie die öffentliche Hand.

## Geschichte

### Gründungsphase
Von 1962 bis 1967 arbeitete Roland Berger als Unternehmensberater für die Boston Consulting Group. Anschließend machte er sich mit dem Einzelunternehmen „Roland Berger International Marketing Consultants“ selbstständig. Einer der ersten Aufträge bestand in der Entwicklung eines neuen Werbekonzepts für den Reiseveranstalter Touropa. Im Laufe der Jahre verlagerte sich das Geschäft des Unternehmens immer stärker von der Marketing- auf die Strategieberatung. Roland Berger etablierte ein bisher aus den Vereinigten Staaten bekanntes Geschäftsmodell erfolgreich in Deutschland.

### Internationalisierung
Roland Berger änderte den Namen seines Unternehmens in „Roland Berger & Partner International Management Consultants“. 1969 gründete man eine Niederlassung in Mailand, 1976 in São Paulo. Später kamen Vertretungen in Frankreich, Großbritannien, Japan, Spanien und den Vereinigten Staaten hinzu. Das Unternehmen beteiligte sich an der Gründung mehrerer Konsortien. Außerdem wurde eine Holding als Dachgesellschaft für das Unternehmen eingerichtet.
1980 wurde Roland Berger als erste europäische Unternehmensberatung in die Association of Consulting Management Engineers (ACME) aufgenommen, den ältesten und renommiertesten Branchenverband für Unternehmensberater in den Vereinigten Staaten. Im weiteren Verlauf der 1980er Jahre folgte die Weiterentwicklung zu einer führenden Strategieberatung.
In den 1980er Jahren entwickelten Roland Berger und Alfred Herrhausen das Konzept einer Investmentbank europäischer Prägung. Vor diesem Hintergrund erwarb die Deutsche Bank ab 1987 schrittweise eine qualifizierte Mehrheit an Roland Berger. Die Deutsche Bank wollte das Beratungsgeschäft zum dritten Standbein neben dem Commercial Banking und Investment Banking ausbauen. Nach der Ermordung Herrhausens durch die Rote Armee Fraktion im Jahr 1989 geriet die Zusammenarbeit jedoch ins Stocken.
Nach dem Einstieg der Deutschen Bank konnte Roland Berger seinen Umsatz nahezu verdoppeln, wofür vor allem die Globalisierung der Aktivitäten verantwortlich war. Aufgrund regulatorischer Vorgaben blieb dem Unternehmen jedoch der Zugang zum US-amerikanischen Markt verwehrt, sodass man sich verstärkt nach Osten orientierte. Nach dem Fall des Eisernen Vorhangs gründete Roland Berger Tochtergesellschaften in Staaten des ehemaligen Ostblocks. Darüber hinaus expandierte das Unternehmen nach Japan, China und Indien.

### Beratung der Treuhandanstalt
Im Dezember 1989 begann die Unternehmensberatung mit dem Aufbau des Geschäfts in der Deutschen Demokratischen Republik, wo es sich binnen kürzester Zeit zur führenden Unternehmensberatung entwickelte. Neben privaten Aufträgen wurde beispielsweise die Treuhandanstalt bei der Privatisierung und Restrukturierung volkseigener Betriebe beraten. Roland Berger hatte bei der Prüfung der Unternehmenskonzepte eine Schlüsselrolle, weshalb das Unternehmen in der WirtschaftsWoche als „heimlicher Herrscher über die ostdeutsche Wirtschaft“ beschrieben wurde.
Im MDR sprach der damalige Berger-Mitarbeiter Tobias Engelhardt von einer Zeltlager-Atmosphäre und der Historiker vom Institut für Zeitgeschichte (IfZ) Dierk Hoffmann ordnete ein, dass „das eben junge Leute waren, die nicht über die entsprechende Berufserfahrung verfügt haben und auch nicht verfügen konnten.“
Bereits 1992 erhielt Roland Berger jedoch wesentlich weniger derartige Aufträge. Die ostdeutschen Privatunternehmen waren meist Mittelständler mit weniger Beratungsbedarf.

### Transformation zur Partnerschaft
1998 kam es schließlich zu einer Veränderung der Eigentümerstruktur: Im Rahmen eines Management-Buy-out übernahmen die Partner von Roland Berger die Anteile. Vom Ausstieg des Kreditinstituts versprach sich das Management ein beschleunigtes Wachstum, da Gewinne flexibler investiert werden konnten. Das Unternehmen erhielt einen ungehinderten Zugang zum US-amerikanischen Markt. Die Deutsche Bank behielt zunächst eine Minderheitsbeteiligung im einstelligen Prozentbereich, von der sie sich im Jahr 2000 endgültig trennte. Roland Berger war danach wieder vollkommen unabhängig.

### Abgesagte Fusion
2001 kündigte Roland Berger seinen Wechsel von der Geschäftsführung in den Aufsichtsrat an. 2002 wählten die Partner Burkhard Schwenker zum neuen Chef. Die Personalberatung wurde aufgegeben.
2010 wurde Martin C. Wittig zum neuen Chef von Roland Berger gewählt. Burkhard Schwenker ersetzte Roland Berger als Vorsitzenden des Aufsichtsrats, Roland Berger blieb dem Gremium als Ehrenvorsitzender verbunden.
Der Rückzug von Roland Berger aus dem Aufsichtsrat markierte den Beginn einer neuen Ära für das Unternehmen. 2010 gab man die Fusion mit der Beratungssparte der britischen Beratungsgesellschaft Deloitte bekannt. Das Vorhaben scheiterte am Widerstand der Partner von Roland Berger. Nach Absage der Fusion mit Deloitte führte Roland Berger eine Kapitalerhöhung durch, um den finanziellen Handlungsspielraum der Unternehmensberatung zu vergrößern.

### Generationswechsel im Management
2014 wählten die Partner Charles-Édouard Bouée zum neuen Chief Executive Officer. Mit ihm stand erstmals ein internationaler Partner an der Spitze des Unternehmens. Sein Amtsantritt bedeutete einen Kulturwandel für Roland Berger, die gesamte Führungsriege wurde deutlich verjüngt. Zusammen mit seinem Stellvertreter und Leiter des Geschäfts in Zentraleuropa, Stefan Schaible, reformierte man die Organisationsstruktur und die Geschäftsstrategie.

### Diversifikation des Geschäfts
Seit 2014 leitete das Management einen umfassenden Wandel ein. Traditionelle Kompetenzen im Bereich der Restrukturierungs- und Strategieberatung wurden gestärkt. Hierfür kaufte Roland Berger 2015 die Spezialberatung FMC, die von zwei ehemaligen Roland-Berger-Partnern gegründet worden war. Das Leistungsspektrum wurde erweitert und das Digitalgeschäft vorangetrieben. Außerdem setzte Roland Berger verstärkt auf Kooperationen, etwa mit zahlreichen Start-up-Unternehmen. 2015 stellte Roland Berger zudem einen neuen Markenauftritt vor, der die Diversifikation des Geschäfts widerspiegeln sollte. Der im Jahr 2001 eingeführte Zusatz „Strategy Consultants“ wurde aus dem Firmennamen gestrichen.

## Gesellschafter und Führung
Im Dezember 2017 hatte das Unternehmen insgesamt 196 Gesellschafter. Sieben Gesellschafter halten jeweils mehr als 1 % des Stammkapitals. Eine Mehrheit (145 Personen) hat ihren Wohnsitz in der Europäischen Union, wobei nur Deutschland (86) und Frankreich (19) in zweistelliger Zahl vertreten sind.
Die Roland Berger Holding GmbH & Co. KGaA verfügt über mindestens einen und maximal drei Geschäftsführer, die zusammen die Geschäftsführung bilden. Derzeit ist dies Stefan Schaible (Global Managing Director).

## Soziales Engagement
Seit 2008 existiert die Roland Berger Stiftung. Die Stiftung stellte dem Unternehmen zeitweise Mezzanine-Kapital zur Verfügung und erhielt dafür Zinsen.

## Publikationen
2014 gab Roland Berger erstmals Think:act heraus. Zudem werden jedes Jahr zahlreiche Studien und andere Publikationen herausgegeben wie zum Beispiel 2018 zusammen mit der Investmentfirma Asgard und Fabian Westerheide eine Studie zum internationalen KI-Markt.

## Kritik
Die Beratung der öffentlichen Hand sorgte für kontroverse Debatten, insbesondere während der Amtszeit der Bundesregierungen unter Gerhard Schröder: 2003 wurde beispielsweise bekannt, dass Roland Berger mehrere Aufträge des Bundesministeriums der Verteidigung ohne Ausschreibung erhalten hatte. Obwohl diese rechtlich nicht zu beanstanden waren, folgte eine Überarbeitung des Vergabeverfahrens. 2004 kritisierte die Opposition im Deutschen Bundestag die Zahlung von Honoraren in Millionenhöhe an Roland Berger durch die Bundesagentur für Arbeit (BA). Man prangerte die Erledigung von Kernaufgaben durch Dritte an, während BA-Chef Florian Gerster externen Sachverstand als unerlässlich für die Modernisierung der Behörde betrachtete. In der Talkshow Sabine Christiansen warf Christian Wulff 2004 Roland Berger ad personam vor, das Unternehmen habe für die niedersächsischen SPD-Landesregierungen Expertisen geliefert zu exorbitanten Honoraren, vergleichsweise mehr Substanz aufgewiesen hätten Landtagsanträge der Grünen. Roland Berger selbst witterte hier eine politische Kampagne vor allem der CDU, die der Volkswirtschaft schaden werde.
Auch im Bereich der Bauwirtschaft kam es zu Kritik an der Rolle von Roland Berger: 2002 rutschte beispielsweise Philipp Holzmann in die Insolvenz, obwohl Roland Berger den Konzern zuvor für im Kern sanierungsfähig gehalten hatte. Roland Berger rechtfertigte sich später, die Empfehlungen der Unternehmensberatung seien nicht beachtet worden. 2005 ging Walter Bau pleite, bei dessen Sanierung ebenfalls Roland Berger hatte helfen sollen. Das Unternehmen erhielt dafür ein Honorar in Millionenhöhe. Der Vorsitzende des Betriebsrats argumentierte, manche Instrumente der Unternehmensberatung seien nicht auf den Baumarkt ausgerichtet oder generell nicht bautauglich gewesen. Allerdings hoben Beobachter hervor, dass erst das von Roland Berger eingeführte Controlling die desolate wirtschaftliche Situation von Walter Bau offengelegt hatte.
Im Jahr 2006 veröffentlichte der Politologe und Sachbuchautor Thomas Leif unter dem Titel beraten & verkauft eine fundamentale Kritik an der Unternehmungsberatung, und widmete sein drittes Kapitel speziell Roland Berger Strategy Consultants. Unter anderem findet sich der Abdruck eines Interviews mit dem damaligen Chef Burkhard Schwenker.